# Бессуде
Бессуде (італ. Bessude, сард. Bessude) — муніципалітет в Італії, у регіоні Сардинія, провінція Сассарі.
Бессуде розташоване на відстані близько 350 км на південний захід від Рима, 155 км на північ від Кальярі, 25 км на південний схід від Сассарі.
Населення — 418 осіб (2014).

## Демографія
Населення за роками:

Станом на 1 січня 2023 року в муніципалітеті офіційно проживало 11 іноземців з 3 країн, серед них 3 громадяни країн Євросоюзу.

## Сусідні муніципалітети
- Банарі
- Боннанаро
- Борутта
- Іттірі
- Сіліго
- Тієзі